# Empire Falls
Empire Falls é uma minissérie de televisão estadunidense dirigida por Fred Schepisi que foi ao ar na HBO no outono de 2005. É baseado no romance homônimo de 2001 de Richard Russo. A minissérie foi indicada e ganhou vários prêmios, incluindo um Emmy Awards e dois Globos de Ouro.

## Elenco
- Ed Harris	...	 Miles Roby
- Philip Seymour Hoffman	...	 Charlie Mayne
- Helen Hunt	...	 Janine Roby
- Paul Newman	...	 Max Roby
- Robin Wright	...	 Grace Roby
- Aidan Quinn	...	 David Roby
- Joanne Woodward	...	 Francine Whiting
- Dennis Farina	...	 Walt Comeau
- William Fichtner	...	 Jimmy Minty
- Estelle Parsons	...	 Bea
- Theresa Russell	...	 Charlene
- Kate Burton	...	 Cindy Whiting
- Jeffrey DeMunn	...	 Horace
- Trevor Morgan	...	 Zack Minty
- Danielle Panabaker	...	 Tick Roby
- Lou Taylor Pucci	...	 John Voss
- Nesbitt Blaisdell	...	 Padre Tom

## Prêmios e indicações

### Primetime Emmy Awards
- Melhor minissérie (indicado)
- Melhor ator em uma minissérie ou telefilme - Ed Harris (indicado)
- Melhor ator coadjuvante em uma minissérie ou telefilme - Paul Newman (venceu)
- Melhor ator coadjuvante em uma minissérie ou telefilme - Philip Seymour Hoffman (indicado)
- Melhor atriz coadjuvante em minissérie ou telefilme - Joanne Woodward (indicada)
- Melhor roteiro em minissérie, filme ou especial Dramático - Richard Russo (indicado)
- Melhor direção de Minissérie, filme ou especial  - Fred Schepisi (indicado)

### Golden Globe Awards
- Melhor minissérie ou filme para televisão (venceu)
- Melhor ator - Minissérie ou Filme para Televisão - Ed Harris (indicado)
- Melhor ator coadjuvante - série, minissérie ou filme para televisão - Paul Newman (venceu)
- Melhor atriz coadjuvante - série, minissérie ou filme para televisão - Joanne Woodward (indicada)